# ميناء بالتيمور
ميناء هيلين ديليش بنتلي في بالتيمور هو ميناء شحن على طول أحواض المد والجزر للفروع نهر باتايسكو الثلاثة في ولاية ماريلند على الشاطئ الشمالي الغربي العلوي لخليج تشيزبيك، وهو أكبر مرفق ميناء في الولايات المتحدة للبضائع المتخصصة(السفن المتدحرجة) ومرافق الركاب. يتمُّ تشغيله من قِبَل إدارة ميناء ميريلاند (MPA)، وهي وحدة تابعة لوزارة النقل بولاية ماريلند.